# Анташ (Клуж)
Анташ (рум. Antăș) насеље је у Румунији у округу Клуж у општини Бобална. Oпштина се налази на надморској висини од 351 m.

## Становништво
Према подацима из 2002. године у насељу је живело 55 становника, од којих су сви румунске националности.